# César Fernández Ardavín
Pour les articles homonymes, voir César Hernández.
César Fernández Ardavín est un réalisateur espagnol, né le 22 juillet 1923 à Madrid et mort le 7 septembre 2012 à Boadilla del Monte.

## Filmographie
- 1952 : La llamada de África (es)
- 1954 : ¿Crimen imposible? (es)
- 1957 : Fatal rendez-vous (es) (La puerta abierta)
- 1957 : J'ai choisi l'enfer (...Y eligió el infierno)
- 1959 : El Lazarillo de Tormes, Ours d'or de la Berlinale 1960.
- 1960 : Ballet español
- 1961 : Festival (Schwarze Rose Rosemarie)
- 1962 : Cerca de las estrellas (es)
- 1964 : Viaje fantástico en globo
- 1965 : Quijote ayer y hoy
- 1965 : Cartas de un peregrino
- 1965 : La frontera de Dios (es)
- 1966 : Saulo de Tarso
- 1966 : San Pablo en el arte
- 1967 : Tour Espagne
- 1967 : Pasaporte para la paz (Postales de España)
- 1968 : Viaje por Aranjuez
- 1968 : Lladró: porcelanas de hoy
- 1968 : El turismo de don Pío
- 1969 : Yantares de España
- 1969 : La Celestina
- 1970 : Hembra (ca)
- 1971 : Por caminos de Castilla
- 1971 : Memorias de un pájaro
- 1971 : Los amores de Pío
- 1973 : Objetivo: seguridad
- 1973 : El muestrario
- 1973 : El escaparate
- 1975 : No matarás
- 1976 : Tierras de vino (Sol en botellas I)
- 1976 : Las últimas postales de Stephen
- 1976 : Airiños
- 1977 : Doña Perfecta
- 1977 : Guía de Santiago de Compostela
- 1977 : La mujer en Goya
- 1977 : Toque de alba
- 1978 : La medalla hoy
- 1978 : Geografía de La Mancha
- 1978 : Cales y cantos (La Mancha III)
- 1978 : Atlántida (El mundo de Manuel de Falla II)
- 1978 : Arte actual U.S.A.
- 1978 : Andaduras de Don Quijote (La Mancha IV)
- 1978 : Marinas
- 1979 : Los fantasmas del taller (Porcelanas de hoy)